# Andragradsekvation

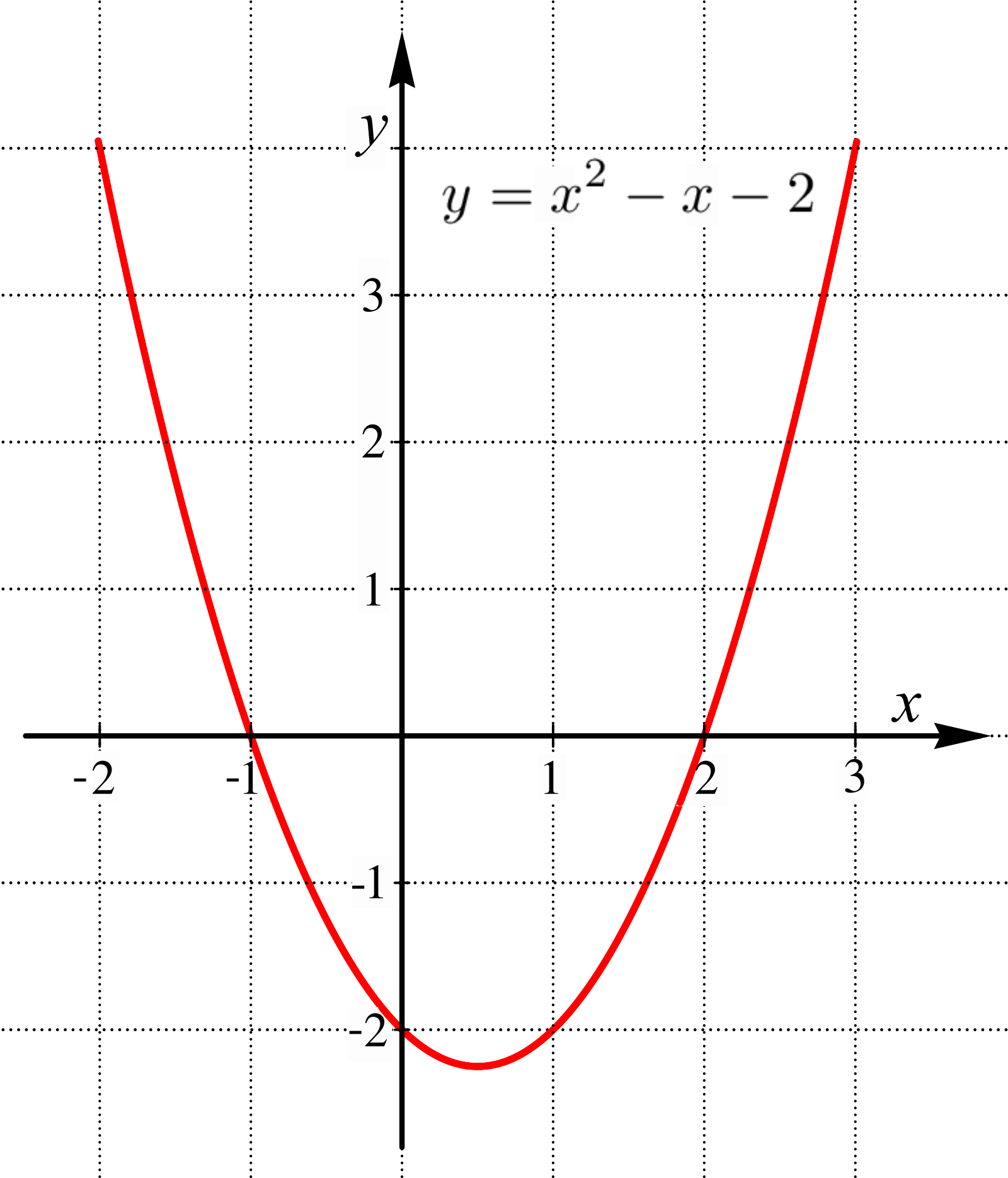
Andragradspolynomets nollställen är skärningspunkterna med x-axeln

Inom matematiken är en andragradsekvation med en obekant, en ekvation av formen
{\displaystyle ax^{2}+bx+c=0,\quad a\neq 0}
Talen a, b och c är ekvationens koefficienter och uttrycket {\displaystyle a\neq 0}  betyder att a är skilt från noll. Prefixet andragrads innebär att 2 är den högsta potens med vilken det obekanta talet x förekommer i ekvationen.

## Lösningar till andragradsekvationer

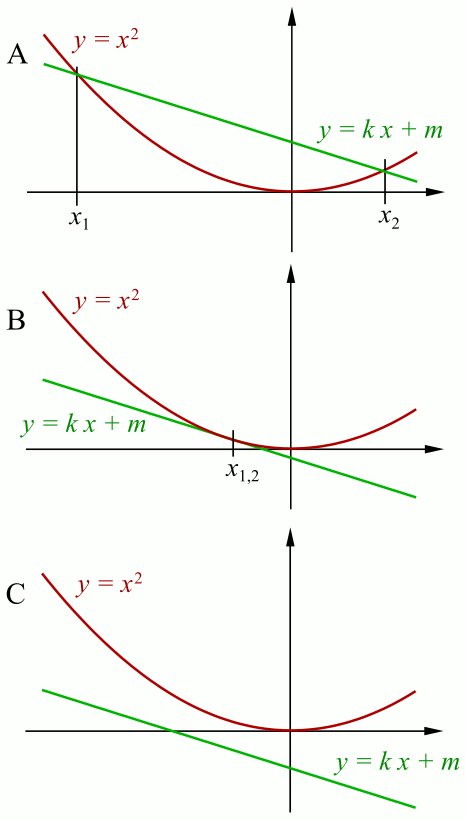
A: Två skärningspunkter, två reella rötter
B: En skärningspunkt, en reell dubbelrot
C: Ingen skärningspunkt, rötterna komplexa

Att lösa en andragradsekvation med reella koefficienter motsvaras av att finna skärningspunkterna för parabeln
{\displaystyle y=x^{2}}
och den räta linjen
{\displaystyle y=k\,x+m}
vars riktningskoefficient k är -b/a och som skär y-axeln i punkten (0, m), där m = -c/a. Andragradsekvationen kan därför skrivas som ett ekvationssystem:
{\displaystyle {\begin{cases}y=x^{2}\\y=-{\cfrac {b}{a}}\ x-{\cfrac {c}{a}}\end{cases}}}
Om skärningspunkter saknas har ekvationssystemet endast komplexa lösningar.
En andragradsekvation har, i enlighet med algebrans fundamentalsats, alltid två lösningar, som är reella eller komplexa tal, beroende på ekvationens koefficienter: 
- {\displaystyle x^{2}+2x+1=0}

har två lösningar som är identiska reella tal (dubbelrot)
- {\displaystyle x^{2}+2x-1=0}

har två reella lösningar
- {\displaystyle x^{2}+2x+2=0}

har två lösningar som är komplexa tal
Ekvationens diskriminant (se nedan) avgör vilket av de tre fallen som gäller.

## Lösningsformeln
Lösningsformeln, även kallad rotformeln, för andragradsekvationen
{\displaystyle ax^{2}+bx+c=0}
är
{\displaystyle x=-{\frac {b}{2a}}\pm {\sqrt {\left({\frac {b}{2a}}\right)^{2}-{\frac {c}{a}}}}}
eller
{\displaystyle x=-{\frac {b}{2a}}\pm {\sqrt {\left(-{\frac {b}{2a}}\right)^{2}-{\frac {c}{a}}}}\ \ \ \ }(för kalkylator)
eller
{\displaystyle x={\frac {-b\pm {\sqrt {b^{2}-4ac}}}{2a}}\ \ }
eller
{\displaystyle x=-{\frac {b}{2a}}\pm {\sqrt {D}}}
Om a = 1, eller genom division med a, kan ekvationen skrivas som
{\displaystyle x^{2}+px+q=0}
och den så kallade pq-formeln ger lösningarna som
{\displaystyle \ x=-{\frac {p}{2}}\pm {\sqrt {\left({\frac {p}{2}}\right)^{2}-q}}}
eller
{\displaystyle \ x=-{\frac {p}{2}}\pm {\sqrt {\left(-{\frac {p}{2}}\right)^{2}-q}}\ \ \ \ }(för kalkylator)
eller
{\displaystyle \ x=-{\frac {p}{2}}\pm {\sqrt {D}}}
där
{\displaystyle D={\left({\frac {b}{2a}}\right)^{2}}-{\frac {c}{a}}={\left({\frac {p}{2}}\right)^{2}}-q}
är ekvationens diskriminant.
Om koefficienterna är komplexa tal kan kvadratrotens argument vara komplext och då måste en metod för kvadratrotsberäkning av komplexa tal användas.

### Härledning
Formlerna för andragradsekvationens lösningar (rötter), kan härledas genom kvadratkomplettering. Först divideras med koefficienten för x2-termen, som enligt förutsättning är nollskild, vilket innebär övergång till formatet
{\displaystyle x^{2}+px+q=0}
Kvadratkomplettering genom addition av {\displaystyle \left({\frac {p}{2}}\right)^{2}={\frac {p^{2}}{4}}} till båda leden och överflyttning av q:
{\displaystyle x^{2}+p\,x+{\frac {p^{2}}{4}}={\frac {p^{2}}{4}}-q}
Genom användning av en kvadreringsregel på vänsterledet kan ekvationen skrivas
{\displaystyle \left(x+{\frac {p}{2}}\right)^{2}={\frac {p^{2}}{4}}-q\quad \Rightarrow }
{\displaystyle x+{\frac {p}{2}}=\pm {\sqrt {{\frac {p^{2}}{4}}-q}}}
vilket ger
{\displaystyle x_{1}=-{\frac {p}{2}}+{\sqrt {{\frac {p^{2}}{4}}-q}},\quad x_{2}=-{\frac {p}{2}}-{\sqrt {{\frac {p^{2}}{4}}-q}}}

## Rötter då koefficienterna är reella

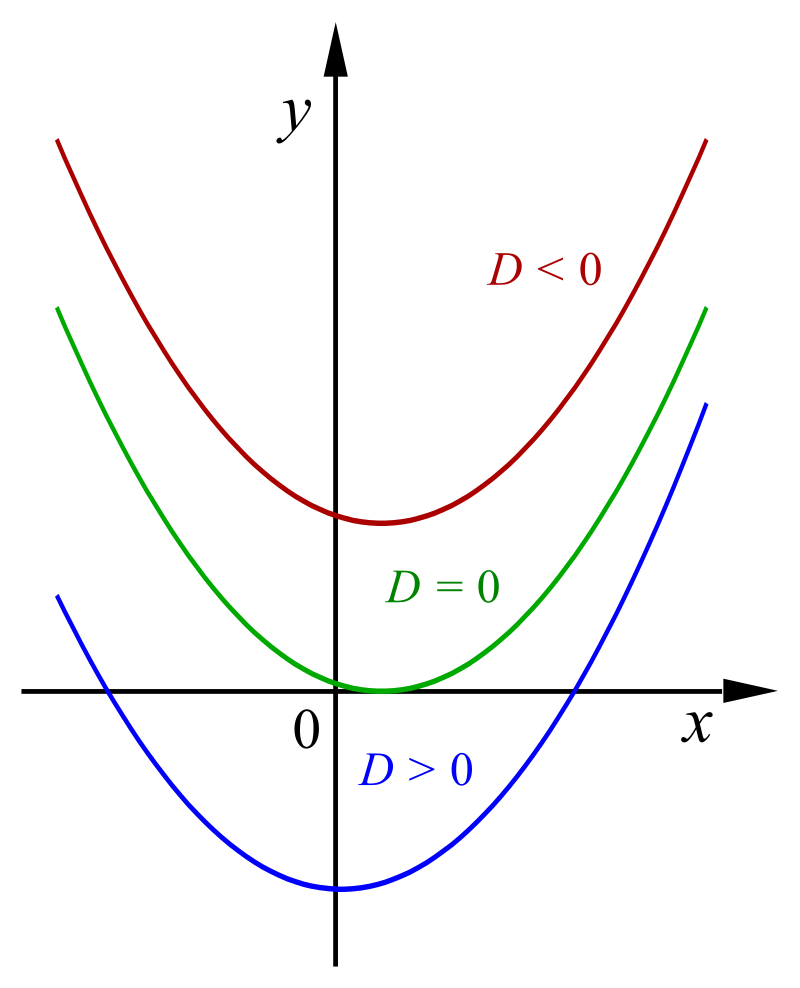
Rötternas beroende av diskriminanten
D < 0: två komplexa rötter
D = 0: en dubbelrot; skärningspunkten med x-axeln
D > 0: två reella rötter; skärningspunkterna med x-axeln

Den typ av rötter (reella eller komplexa tal) som andragradsekvationen 
{\displaystyle ax^{2}+bx+c=0}
har, beror på ekvationens diskriminant, D, vilken är uttrycket under lösningsformelns kvadratrotstecken:
{\displaystyle D={\frac {b^{2}}{4a^{2}}}-{\frac {c}{a}}={\left({\frac {\ b}{2a}}\right)^{2}-{\frac {c}{a}}}}

### Två lika och reella rötter (dubbelrot)
Andragradsekvationen har en dubbelrot om, och endast om, diskriminanten är noll:
{\displaystyle D=0\quad \Rightarrow \quad x=-{\frac {b}{2a}}}
Villkoret D = 0 kan bara uppfyllas av andragradsekvationen
{\displaystyle ax^{2}+bx+{\frac {b^{2}}{4a}}=0}
Ekvationen
{\displaystyle x^{2}+2x+1=0}
har en dubbelrot, då ekvationens diskriminant är noll:
{\displaystyle D={\frac {b^{2}}{4a}}-{\frac {c}{a}}={\frac {4}{4}}-{\frac {1}{1}}=0}
Dubbelroten är 
{\displaystyle x_{1,2}=-1}

### Två olika och reella rötter
Andragradsekvationen har två olika reella rötter om, och endast om, diskriminanten är ett positivt tal:
{\displaystyle D>0\quad \Rightarrow \quad x=-{\frac {b}{2a}}\pm {\sqrt {D}}}
Ekvationen
{\displaystyle x^{2}+2x-1=0}
har två olika reella rötter, eftersom diskriminanten är ett positivt tal:
{\displaystyle D={\frac {b^{2}}{4a}}-{\frac {c}{a}}={\frac {4}{4}}+{\frac {1}{1}}=2}
De båda rötterna är 
{\displaystyle x_{1}=-1+{\sqrt {2}}}
{\displaystyle x_{2}=-1-{\sqrt {2}}}

### Två komplexa rötter
I övriga fall har andragradsekvationen två komplexa rötter som är varandras komplexkonjugat. Med hjälp av absolutbeloppsfunktionen kan rötterna skrivas som
{\displaystyle D<0\quad \Rightarrow \quad x=-{\frac {b}{2a}}\pm i{\sqrt {\vert D\vert }}}
Ekvationen
{\displaystyle x^{2}+2x+3=0}
har två komplexa rötter, då diskriminanten är negativ:
{\displaystyle D={\frac {b^{2}}{4a}}-{\frac {c}{a}}={\frac {4}{4}}-{\frac {3}{1}}=-2}
De båda rötterna är det komplexa konjugatparet 
{\displaystyle x_{1}=-1+i{\sqrt {2}}}
{\displaystyle x_{2}=-1-i{\sqrt {2}}}
där i betecknar den imaginära enheten.

## Rötter då koefficienterna är komplexa
Tillämpning av lösningsformeln kräver i det allmänna fallet beräkning av roten till ett komplext tal.
Om det komplexa talet z skrivs i polär form som
{\displaystyle z=r(\cos \varphi +\mathrm {i} \,\sin \varphi )}
där r, talets absolutbelopp, är ett reellt tal, kan den komplexa kvadratroten av z beräknas enligt
{\displaystyle {\sqrt {z}}={\sqrt {r}}\left(\cos {\frac {\varphi }{2}}+\mathrm {i} \,\sin {\frac {\varphi }{2}}\right)}
där {\displaystyle \varphi } är argumentet till z. Hur argumentet beräknas, se komplexa tal, polär form.
Ekvationen
{\displaystyle x^{2}+x+(1+i)=0}
har två olika komplexa rötter och diskriminanten är komplex:
{\displaystyle D={\frac {p^{2}}{4}}-q={\frac {1}{4}}-(1+i)=-{\frac {3}{4}}-i\quad \Rightarrow }
{\displaystyle x=-{\frac {p}{2}}\pm {\sqrt {D}}=-{\frac {1}{2}}\pm \left({\frac {1}{2}}-i\right)\quad \Rightarrow }
{\displaystyle x_{1}=-i}
{\displaystyle x_{2}=-1+i}

### Utan beräkning av komplex rot
Ekvationen kan lösas utan beräkning av en komplex rot. Utgå från ekvationen
{\displaystyle z^{2}+c\,z+d=0}
Efter kvadratkomplettering genom addition av {\displaystyle {\frac {c^{2}}{4}}} till båda leden och omflyttning av d:
{\displaystyle \left(z+{\frac {c}{2}}\right)^{2}={\cfrac {c^{2}}{4}}-d\quad (1)}
Sätt
{\displaystyle x+i\,y=z+{\frac {c}{2}}\quad (2)}
Högerledet i (1) är en konstant och kan skrivas {\displaystyle a+i\,b}. Ekvation (1) övergår då till
{\displaystyle x^{2}-y^{2}+i\,2xy=a+i\,b}
Vänster- och högerledens reella och imaginära delar skall överensstämma för likhet. Även beloppen skall vara lika. För realdelar respektive belopp gäller då
{\displaystyle x^{2}-y^{2}=a}
{\displaystyle x^{2}+y^{2}={\sqrt {a^{2}+b^{2}}}}
Om ekvationerna adderas kan x beräknas och därefter y. z bestäms sedan med hjälp av ekvation (2).

## Samband mellan rötter och koefficienter
Antag att ekvationen skrivs på formen 
{\displaystyle x^{2}+px+q=0}
Talen {\displaystyle x_{1}} och {\displaystyle x_{2}} är rötter till en andragradsekvation om ekvationen kan skrivas som produkten av två faktorer av första ordningen:
{\displaystyle (x-x_{1})(x-x_{2})}
Om uttrycket utvecklas framgår att sambandet mellan andragradsekvationens koefficienter och dess lösningar är
{\displaystyle x^{2}+\underbrace {\{-(x_{1}+x_{2})\}} _{=p}x+\underbrace {x_{1}\cdot x_{2}} _{=q}}
Talet {\displaystyle -{\frac {p}{2}}} är således lösningarnas aritmetiska medelvärde och talet {\displaystyle {\sqrt {q}}} är lösningarnas geometriska medelvärde, förutsatt att koefficienten q är ett positivt tal:
{\displaystyle -{\frac {p}{2}}={\frac {x_{1}+x_{2}}{2}},\quad {\sqrt {q}}={\sqrt {x_{1}\cdot x_{2}}}}

## Konjugatkomplettering genom variabelsubstitution
Ett andragradsuttryck kan transformeras via variabelsubstitution enligt
{\displaystyle x^{2}+px+q=x(x+p)+q}
Sätt 
{\displaystyle x=t-{\frac {p}{2}}}
i högerledet, vilket ger
{\displaystyle x^{2}+px+q=\left(t-{\frac {p}{2}}\right)\left(t+{\frac {p}{2}}\right)+q}
Metoden kan användas för att lösa andragradsekvationer. Exempel:
{\displaystyle x^{2}-4x+3=0}
Omskrivning ger
{\displaystyle x(x-4)=-3\quad (1)}
Gör substitutionen
{\displaystyle x=t+2}
som insatt i (1) ger
{\displaystyle (t+2)(t-2)=-3}
och alltså är
{\displaystyle t^{2}-4=-3\quad \Rightarrow \quad t^{2}=1\quad \Rightarrow \quad t=\pm 1}
Enligt substitutionen är då
{\displaystyle x=\pm 1+2}

## Tillämpningar

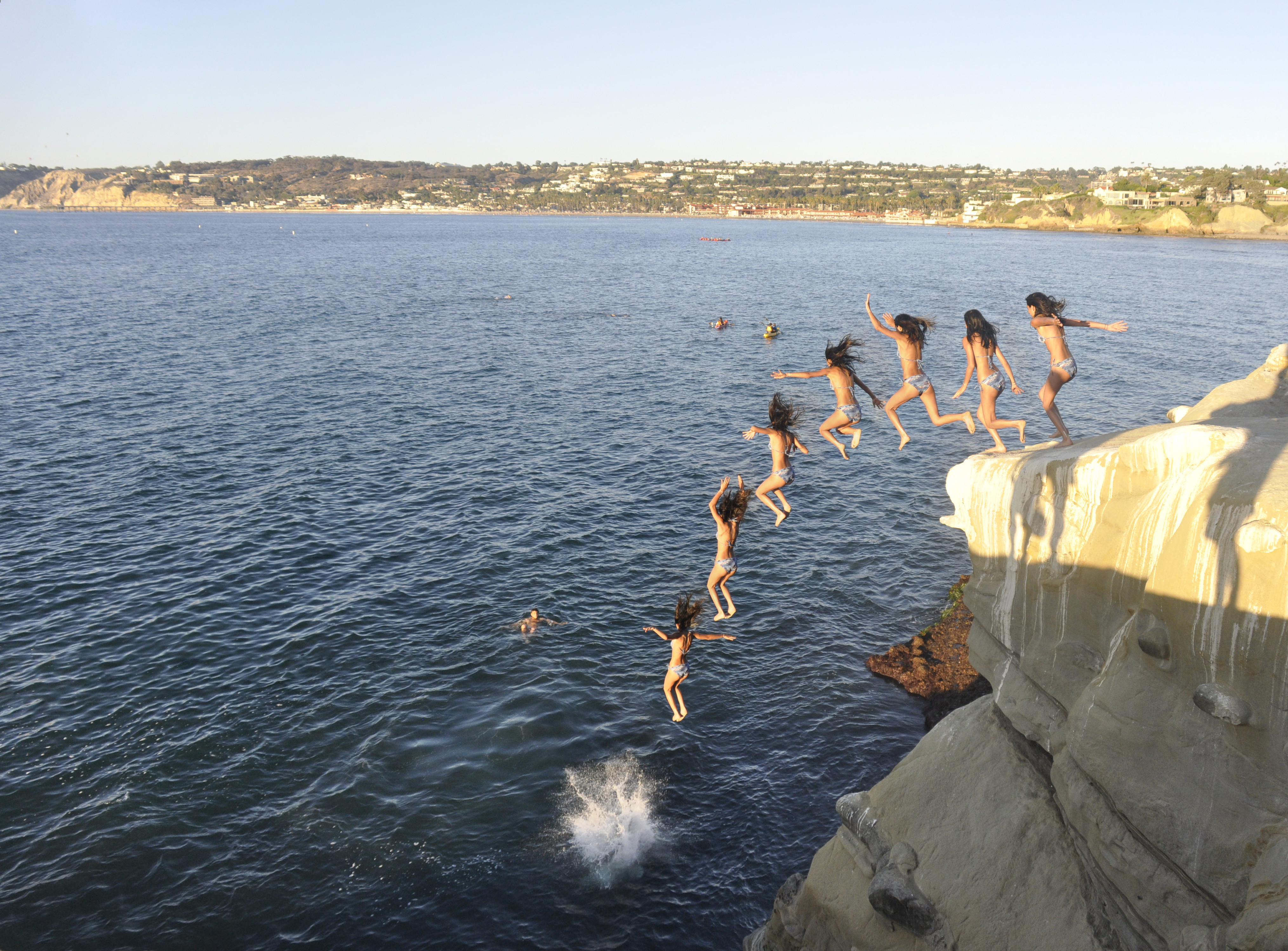
Banan för en simhoppare

En simhoppares bana kan anses följa en parabel om luftmotståndet försummas. Hopparens horisontella hastighet är konstant och den horisontella rörelsen kan beskrivas med den linjära funktionen
{\displaystyle x=v_{x}t}
där t är tiden och {\displaystyle v_{x}} är den initiala hastigheten i horisontalled. Hopparen har en konstant acceleration i vertikalled och den vertikala rörelsen kan beskrivas med den kvadratiska funktionen
{\displaystyle y={\frac {1}{2}}at^{2}+v_{y}t+h}
där {\displaystyle v_{y}} är den initiala hastigheten i vertikalled och h är den initiala höjden.
Banan kan därmed beskrivas med andragradsfunktionen
{\displaystyle y={\frac {a}{2v_{x}^{2}}}x^{2}+{\frac {v_{y}}{v_{x}}}x+h}
vilken till exempel kan lösas som en andragradsekvation för konstanta y.